# Love (banda)
Love, (Español: El Amor) actualmente llamados como Love Revisited, es una banda de rock estadounidense de finales de los 60 y principios de los 70, liderada por el cantante, guitarrista y compositor Arthur Lee y el segundo compositor del grupo, el guitarrista Bryan MacLean.
Fue una de las primeras bandas "multiétnicas" estadounidenses (Sly & The Family Stone y Rotary Connection serían un ejemplo similar), y su música reflejó un notable rango de influencias, combinando elementos rock, folk rock, showtunes y psicodélicos.

Su álbum de 1967 Forever Changes es citado por los críticos como uno de los discos clave de la historia de la música pop.
Su cantante, Arthur Lee, fue quien descubrió al grupo The Doors y les consiguió un contrato con su primer mánager.
Arthur Lee fue el primer hippie afroestadounidense, antes que Jimi Hendrix. En el año 1963, cuando ensayaba las primeras canciones protopunk (por ejemplo 7 & 7 Is) y psicodélicas con un equipo tajeado con distorsión, por el ruido que el equipo ocasionaba, un vecino del edificio donde residía en San Francisco lo atacó con un arma de fuego. Recibió un disparo en el hombro y pasó tres meses internado. 
Recuperado, siguió trabajando en la música que influiría a bandas como Led Zeppelin, Jefferson Airplane y Supergrass.
Una versión renovada del grupo sigue en actividad bajo el nombre de Love Revisited.

## Historia
La banda se comprometió con el sello Elektra Records, y lograron su primer éxito con el sencillo de 1966 "My Little Red Book", versión propia del tema de Burt Bacharach.
Su reputación musical se basa principalmente en sus dos álbumes de 1967, Da Capo y Forever Changes. Da Capo incluía temas proto-punk como "Stephanie Knows Who" y "7 and 7 Is" (su segundo sencillo), canciones melódicas tales como "¡Que Vida!" y "She Comes in Colors", y la pista instrumental que ocupaba una cara "Revelation".
Forever Changes, publicado en noviembre de 1967, es un disco en el que conviven guitarras acústicas, corno francés e instrumentos de cuerda. El disco incluía un sencillo (single) escrito por MacLean Alone Again Or. El disco es considerado como uno de los grandes álbumes psicodélicos de todos los tiempos por muchos críticos.
MacLean, quien sufría la adicción a la heroína, pronto abandonó la banda. En 1968 Arthur Lee desechó la idea de Love como banda, se deshizo de los demás y continuó grabando como Love con músicos de sesión otros discos de escaso éxito, así como un disco "en solitario", Vidicator, en 1972. Continuó actuando regularmente pero sin componer nuevas canciones o grabar nuevo material.
En 1995, Arthur Lee irrumpió en el apartamento de una exnovia y trató de incendiarlo. En 1996, Lee fue arrestado por disparar al aire durante una discusión con un vecino y encarcelado por posesión ilegal de armas. Gracias a las estrictas leyes californianas (a las tres faltas "leves" se le aplicará la sentencia más dura) Arthur, que ya había estado preso por posesión de drogas a mediados de los 80, fue sentenciado a 12 años de prisión. En el 2000, Rhino reeditó una versión extendida del Forever Changes. Y en diciembre del 2001, habiendo cumplido sólo la mitad de su condena, Lee sale de prisión, comenzando posteriormente y debido al éxito de esa reedición una exitosa serie de actuaciones que le llevan por todo el mundo, interpretando canciones clásicas de Love con una nueva banda, hasta el año 2005. Dicha banda incluía al guitarrista original Johnny Echols.
Debido a la falta de fiabilidad de Lee, este fue despedido por su banda en agosto de 2005. El resto de la banda continuó su gira, pasando a denominarse a sí mismos como la Love Band. Arthur murió de leucemia un año después, el 3 de agosto de 2006 en Memphis, a los 61 años de edad.

## Discografía

### Álbumes de estudio
- 1966: Love
- 1967: Da Capo
- 1967: Forever Changes - publicado nuevamente en 2001 con pistas extra
- 1969: Four Sail
- 1969: Out Here
- 1970: False Start
- 1974: Reel to Real
- 1980: Love Live - directo, concierto de 1978
- 1982: Studio / Live - doble, el segundo disco es en directo, grabado en algún concierto de 1970, probablemente Fillmore East o Boston Tea Party.
- 1992: Arthur Lee and Love
- 2003: The Forever Changes Concert - doble directo, homenaje a Artur Lee

### Sencillos
- 1966: "7 and 7 Is" b/w "No. Fourteen"
- 1968: "Your Mind and We Belong Together" b/w "Laughing Stock"
- 1994: "Girl on Fire" b/w "Midnight Sun"